# Cimitero di Vagan'kovo

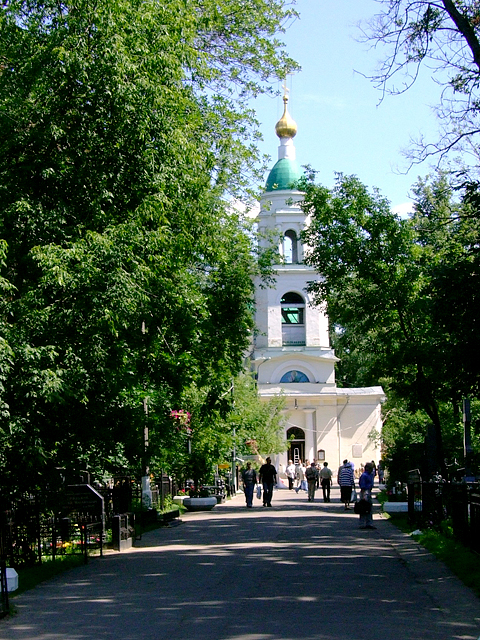
La chiesa del cimitero, dedicata al Rinnovamento del Tempio

Il cimitero di Vagan'kovo (in russo Ваганьковское кладбище?, Vagan'kovskoe Kladbišče), fondato nel 1771, è ubicato nel quartiere Presnenskij a Mosca. Si rese necessario dopo l'epidemia di peste del 1771 e sorgeva fuori dal centro abitato, per evitare rischi di contagio.
Si stima che circa mezzo milione di persone sia stato sepolto a Vagan'kovo. Nel 2010, il cimitero ospitava circa 100 000 sepolture. Nel cimitero sono presenti anche le fosse comuni con i resti dei caduti della battaglia di Borodino, della battaglia di Mosca e della tragedia di Chodynka. È un luogo di sepoltura per molte personalità della comunità artistica e degli sportivi della Russia e dell'Unione sovietica.
Il cimitero è servito da diverse chiese ortodosse costruite tra il 1819 e il 1823 nello stile imperiale moscovita.

## Sepolti illustri
- Aleksandr Abdulov (1953-2008), attore
- Vasilij Agapkin (1884–1964), compositore
- Boris Andreev (1915-1982), attore
- Inga Artamonova (1936–1966), campionessa di pattinaggio di velocità
- Leonid Charitonov (1930–1987), attore
- Grigorij Čuchraj (1921–2001), regista
- Vladimir Dal' (1801–1872), lessicografo
- Leonid Engibarov (1935–1972), clown, mimo e attore
- Sergej Esenin (1895–1925), poeta
- Sergej Grinkov (1967–1995), campione mondiale e olimpico di pattinaggio su ghiaccio
- Vasilij Jan (1876–1954), scrittore
- Oleg Kagan (1946–1990), violinista
- Nadežda Lamanova (1861-1941), stilista
- Andrej Mironov (1941-1987). attore
- Bulat Okudžava (1924–1997), poeta e cantautore georgiano
- Vasilij Oščepkov (1892-1937), militare
- Ljudmila Pachomova (1946–1986), campionessa mondiale e olimpico di pattinaggio su ghiaccio
- Tigran Petrosjan (1929–1984), scacchista
- Michail Pugovkin (1923–2008), attore
- Jakov Rozval (1932-2015), ingegnere, inventore
- Aleksej Savrasov (1830–1897), pittore
- Fëdor Šechtel' (1859–1926), architetto
- Gennadij Špalikov (1937–1974), poeta, sceneggiatore
- David Šterenberg (1881–1948), artista
- Vitalij Solomin (1941–2002), attore
- Nikolaj Starostin (1902–1996), calciatore
- Vasilij Surikov (1848–1916), pittore
- Evgenij Svetlanov (1928-2002), compositore, direttore d'orchestra e pianista
- Igor' Tal'kov (1956–1991), poeta e cantautore
- Anna Timirëva (1893–1975), poetessa
- Vasilij Tropinin (1776–1857), pittore
- Lev Vlasenko (1928–1996), pianista
- Vladimir Vysockij (1938–1980), poeta, cantautore e attore